# Philippe Demierre
Pour les articles homonymes, voir Demierre.
Philippe Demierre, né le 1er septembre 1968 à Billens (originaire de Montet), est une personnalité politique fribourgeoise, membre de l'Union démocratique du centre (UDC).
Il est membre du gouvernement fribourgeois depuis 2022, à la tête de la Direction de la santé et des affaires sociales.

## Biographie

### Origines et famille
Philippe Demierre naît le 1er septembre 1968 à Billens. Il est originaire de Montet, dans le même district fribourgeois de la Glâne. Aîné d'une famille de trois enfants, il grandit à Esmonts, dans le district de la Glâne, avec ses deux sœurs sur l'exploitation agricole de son père,. Sa mère, née Josiane Conus, est couturière.
Il est marié à Natalie Goumaz Demierre, secrétaire générale du Département fédéral de la défense, de la protection de la population et des sports puis du Département fédéral de l'économie, de la formation et de la recherche, sous la responsabilité du conseiller fédéral UDC Guy Parmelin,,. Il a deux enfants d'un premier mariage avec Chantal Favre.
Il habite à Esmonts, dans la commune d'Ursy.

### Études et parcours professionnel
Il suit son école secondaire à Romont. Après un apprentissage d'agriculteur suivi d'une maîtrise, il travaille sur l'exploitation de son père. En 1993, il obtient un diplôme de chef d'exploitation agricole,,,.
À partir de 1998, il exerce la profession de conseiller en assurance auprès de La Mobilière puis d'éducateur social à Bellechasse, avant de reprendre des études à la Haute École de travail social de Fribourg. Il y obtient un bachelor en études en éducation sociale en 2012. Ce diplôme lui permet d'occuper des fonctions de direction dans le système carcéral, jusqu'à devenir directeur adjoint des Établissements de la plaine de l'Orbe,,,.
Il suit en parallèle des cours de master en direction à Genève et décroche son diplôme en 2018. En juin 2019, il devient responsable administratif à l'Hôpital fribourgeois,,,. Il quitte ce poste à la fin 2021 en raison de son élection au gouvernement fribourgeois.

### Fanfare
Il joue de l'euphonium dans des fanfares depuis son enfance. Titulaire d'un diplôme fédéral de chef d'orchestre, il dirige des fanfares et des chœurs depuis les années 1990

## Parcours politique
Il est membre de l'UDC.
En 2003, il est élu au Conseil communal (exécutif) d'Esmont, où il est responsable des routes et de l'aménagement du territoire. Il occupe ce poste jusqu'à la fusion de la commune avec Vuarmarens en 2006.
Candidat au Grand Conseil du canton de Fribourg en novembre 2016, il n'est pas élu mais accède au parlement après la démission de son colistier Marc Menoud le 7 avril 2017,,.
En 2018, il devient conseiller communal (exécutif) d'Ursy, où il est notamment responsable de la santé et des routes, et président de la section UDC de son district,,. Il est réélu le 7 mars 2021 et devient vice-syndic de la commune.
Candidat au Conseil d'État du canton de Fribourg en 2021, il termine à la onzième place (pour sept places) au terme du premier tour le 7 novembre 2021. Il triple ses voix au second tour (avec 40710 voix) le 28 novembre, grâce à l'alliance du centre droit, et obtient la sixième place. Son élection permet à son parti d'être représenté au gouvernement pour la première fois depuis Raphaël Rimaz en 1996,. Il prend la tête de la Direction de la santé et des affaires sociales au 1er janvier 2022.

### Positionnement politique
Selon le quotidien Le Temps, « il s'inscrit pleinement dans la tradition agrarienne de l'UDC » et n'hésite pas à se démarquer de son parti, notamment sur la lutte contre la pandémie de COVID-19 en Suisse et le soutien à la culture.